# 帕沙·帕福尼

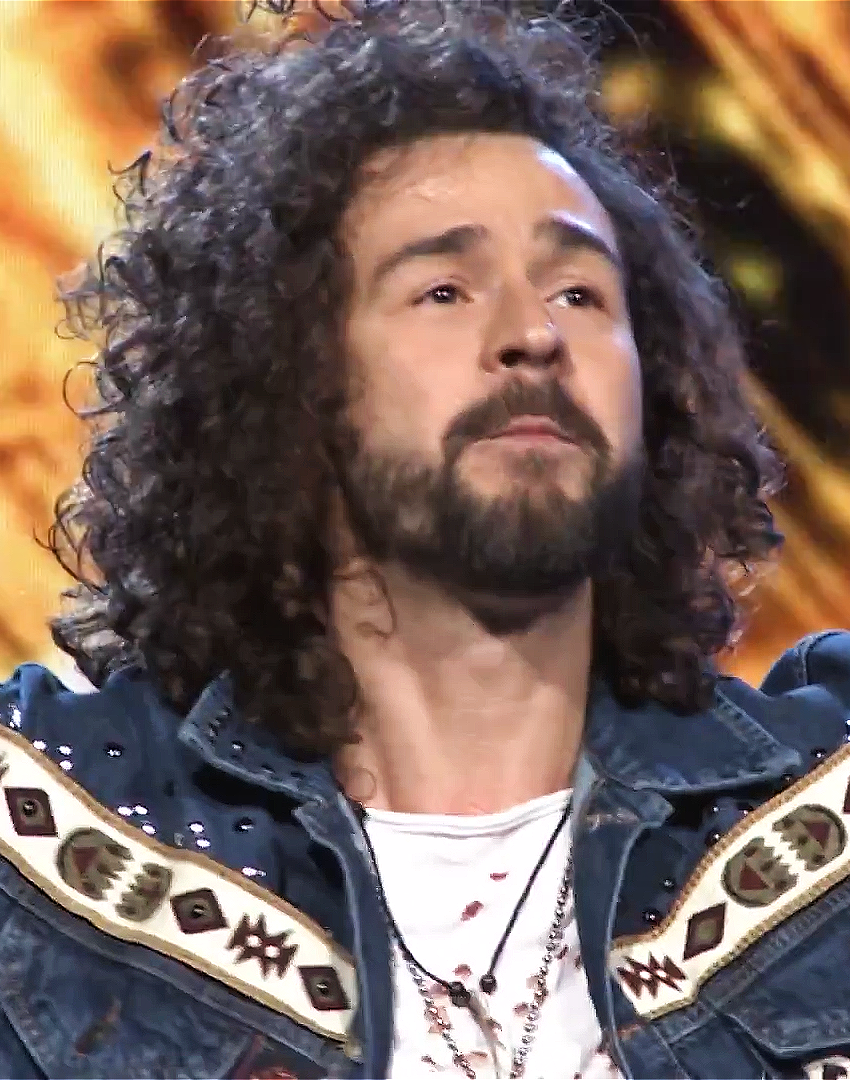
2020年时的帕福尼

帕维尔·帕福尼（羅馬尼亞語：Pavel Parfeni，1986年5月30日—），以其藝名帕沙·帕福尼闻名，是一名摩爾多瓦歌手和詞曲作家。他在2012年和2023年两次參加歐洲歌唱大賽。